# 馬里波薩鎮區 (內布拉斯加州桑德斯縣)
馬里波薩鎮區（英語：Mariposa Township）是位於美國內布拉斯加州桑德斯縣的一個行政鎮區。

## 地方資料
馬里波薩鎮區的面積為93.18平方千米，當中陸地面積為93.05平方千米，而水域面積為0.13平方千米。根據2020年美國人口普查的數據，當地共有人口377人，而人口密度為每平方千米4.05人。